# Luteoporia
Luteoporia is een geslacht van schimmels behorend tot de familie Meruliaceae. De typesoort is Luteoporia albomarginata.

## Soorten
Volgens Index Fungorum telt het geslacht drie soorten (peildatum oktober 2023):
| Soortnaam                | Auteur(s)                          | Publicatiejaar |
| ------------------------ | ---------------------------------- | -------------- |
| Luteoporia albomarginata | F. Wu, Jia J. Chen & S.H. He       | 2016           |
| Luteoporia citriniporia  | Z.B. Liu & Yuan Yuan               | 2020           |
| Luteoporia lutea         | (G. Cunn.) C.C. Chen & Sheng H. Wu | 2021           |